# Micarea elachista
Micarea elachista är en lavart som först beskrevs av Körb., och fick sitt nu gällande namn av Coppins & R. Sant. Micarea elachista ingår i släktet Micarea och familjen Pilocarpaceae.  Arten är reproducerande i Sverige. Inga underarter finns listade i Catalogue of Life.